# Eine Prinzessin für Amerika
Eine Prinzessin für Amerika (Originaltitel: The Princess Comes Across) ist eine Screwball Comedy mit Carole Lombard unter der Regie von William K. Howard aus dem Jahr 1936.

## Handlung
Der Ozeandampfer Mammoth verlässt Le Havre mit Kurs auf New York. An Bord befinden sich die Prinzessin Olga von Sweden und Gertie, ihr Mädchen. In Wirklichkeit ist Olga die abgebrannte Schauspielerin Wanda Nash aus  Brooklyn, die sich als Prinzessin ausgibt, um so kostenlos über den Atlantik zu kommen und vielleicht in Hollywood Karriere zu machen. Während der Überfahrt trifft Olga auf Joe King Mantell, einen bekannten Klarinettisten, und verliebt sich sofort in den jungen Mann. Parallel erfährt der Kapitän, dass ein entkommener Mörder an Bord ist und mindestens fünf Polizisten aus verschiedenen Ländern versuchen, ihn dingfest zu machen.
Die Verwicklungen nehmen ihren Lauf und verkomplizieren sich noch durch eine Leiche, die immer wieder auftaucht, und durch das Eingreifen eines Erpressers, der nahezu allen Beteiligten mit Enthüllungen droht. Am Ende löst sich alles auf und Wanda und Joe finden ihr Glück.

## Hintergrund
Carole Lombard war dank Auftritten in Liebe im Handumdrehen und Mein Mann Godfrey zu einer beliebten Darstellerin von Screwball-Komödien aufgestiegen. Eine Prinzession für Amerika ist ein typisches Beispiel für dieses Genre, das sich Mitte der 1930er großer Popularität erfreute. Der Plot mixt in Anlehnung an Der Dünne Mann und The Ex Mrs. Bredford Romantik mit einer Kriminalgeschichte und schier endlosen Verwicklungen, die erst kurz vor Schluss aufgelöst werden. Die Story ist rasant erzählt und enthält jede Menge überraschender Wendungen und neuer Verwicklungen. Falsche Adlige waren ebenfalls ein beliebter Bestandteil der Komödien der Zeit, so spielte Ginger Rogers in Roberta eine falsche russische Gräfin, Sylvia Sidney war in einer Doppelrolle 30 Day Princess und Joan Crawford spielte in The Last of Mrs. Cheyney eine wohlgeborene Dame der englischen Gesellschaft.
Carole Lombard interpretierte ihre Prinzessin Olga als etwas krude Greta-Garbo-Parodie, komplett mit Garbos gedehnter Sprechweise und geheimnisvollem Augenaufschlag.

## Kritiken
Die New York Times war nicht sonderlich angetan von dem Film und von Lombard und fand harsche Worte:

„Mit der Subiltität eines Presslufthammers wird in Paramounts neuem Film die mehr als dürftige Geschichte über ein ehrgeiziges Mädchen aus Brooklyn erzählt, die sich als Prinzessin ausgibt und so Karriere in Hollywood machen will. Verziert mit einigen Morden an Bord, einer Romanze mit einem freundlichen Klarinettisten und den üblichen Gold-und-Elfenbein-Kulissen von Paramout, bleibt "Eine Prinzessin für Amerika" doch nur eine durchschnittlich-bis-eher-langweilige Komödie.“

Das Lexikon des internationalen Films zeigte sich im Gegensatz dazu wohlwollend:

„Gelungenes Beispiel für die "sophisticated comedy" der 30er Jahre; vergnügliche Unterhaltung mit pointierten Dialogen und einigen parodistischen Ausflügen ins Thriller-Genre.“